# Margit Fjellman
Margit Elisabeth Fjellman, född 6 juli 1906 i Ystad, död 2 december 1984 i Oscars församling, Stockholm, var en svensk journalist och författare.
Margit Fjellman var dotter av ryttmästaren och politikern Jonny Fjellman och hans maka Lizzie, född Stiernblad. Efter skolgång i Ystad och Saltsjöbaden var hon 1925 anställd vid   Stockholms Dagblad och 1926–1933 vid Nya Dagligt Allehanda. Som författare publicerade hon böcker om medlemmar av svenska kungafamiljen. Två av dessa har översatts till engelska respektive franska.